# Maralal
Maralal és una petita ciutat situada al centre de la província de Rift Valley de Kenya. La ciutat té una població de 16.281 habitants segons el cens de l'any 1999. A prop de la ciutat s'hi troba la sala de jocs de Maralal. També s'hi troba la casa de Kenyatta, on va ser detingut Jomo Kenyatta. La ciutat serveix també com a base d'activitats turístiques importants.